# Hakuzōsu

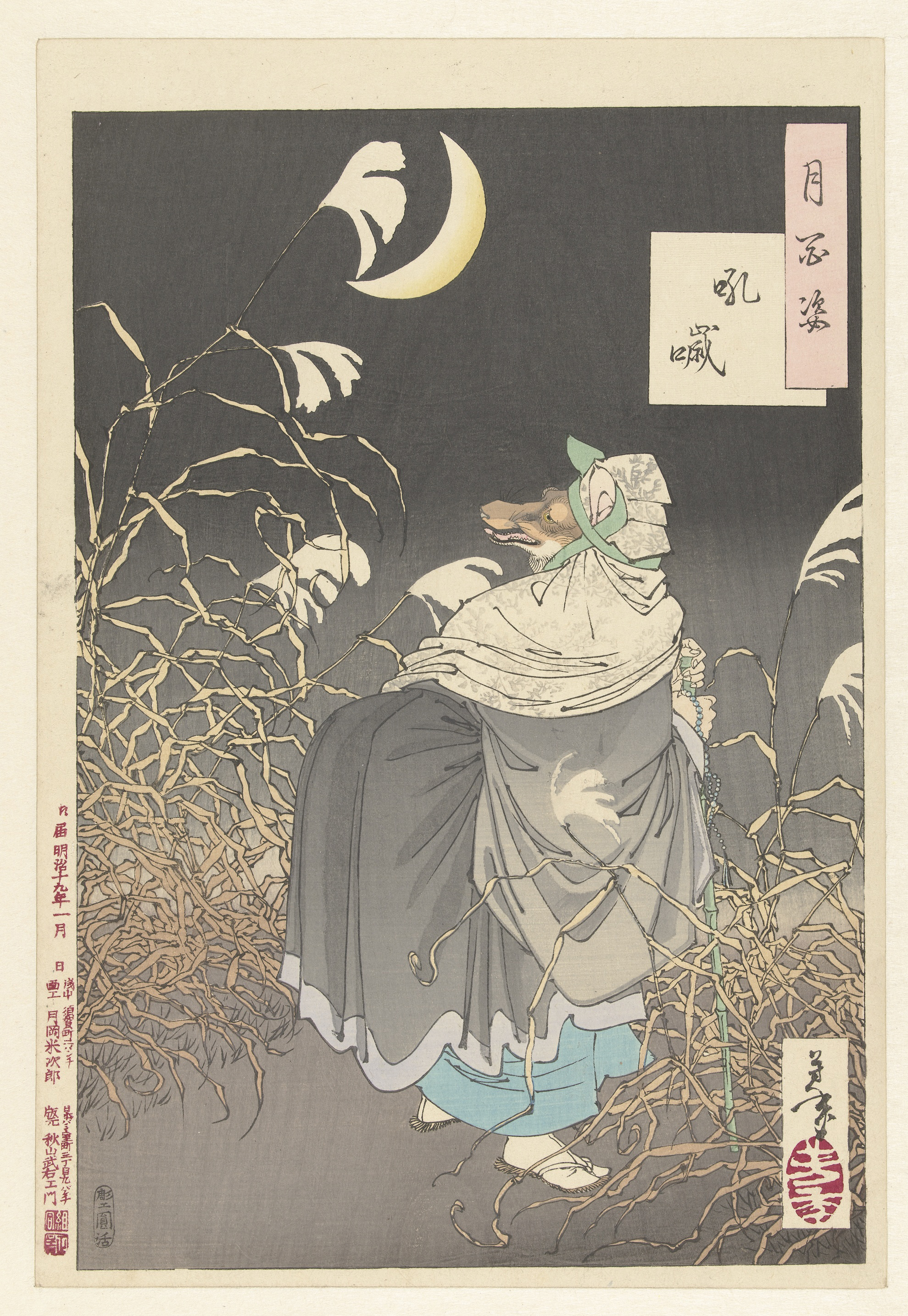
Cento aspetti della Luna n. 13 "Konkai (Il grido della volpe)". Xilografia di Tsukioka Yoshitoshi.

Hakuzōsu (白蔵主/伯蔵主/白蔵司?) è un personaggio leggendario del folclore giapponese. La leggenda narra di una volpe che assume le sembianze di un monaco dopo aver rubato la sua identità. La storia è stata adattata più volte nel corso dei secoli, con nomi, luoghi e altri dettagli che sono cambiati nel corso dei diversi adattamenti, sia nell'opera teatrale Tsuri-gitsune che in racconti come l'Ehon hyaku monogatari.

## Descrizione
Si tratta di un byakko (白狐?, "volpe bianca"), uno spirito volpe solitamente dalla pelliccia bianca, associato al kami Inari, che nella storia assume le sembianze di un monaco con lo stesso nome per convincere il nipote, un cacciatore di volpi, a smettere di massacrare i suoi amici e familiari. Il denominatore comune delle diverse storie è la trasformazione della volpe in monaco e la sua morte alla fine della storia.
Secondo lo studioso di yōkai Katsumi Tada, il nome "Hakuzōsu" deriva dalla parola "Haku" (白?, bianco), che si riferisce al byakko. Il fatto che la volpe assuma la forma dello zio del cacciatore è simbolicamente associato al carattere cinese 伯, che significa "zio", che è una combinazione dei caratteri 人 (jin, persona) e 白.

## Leggenda

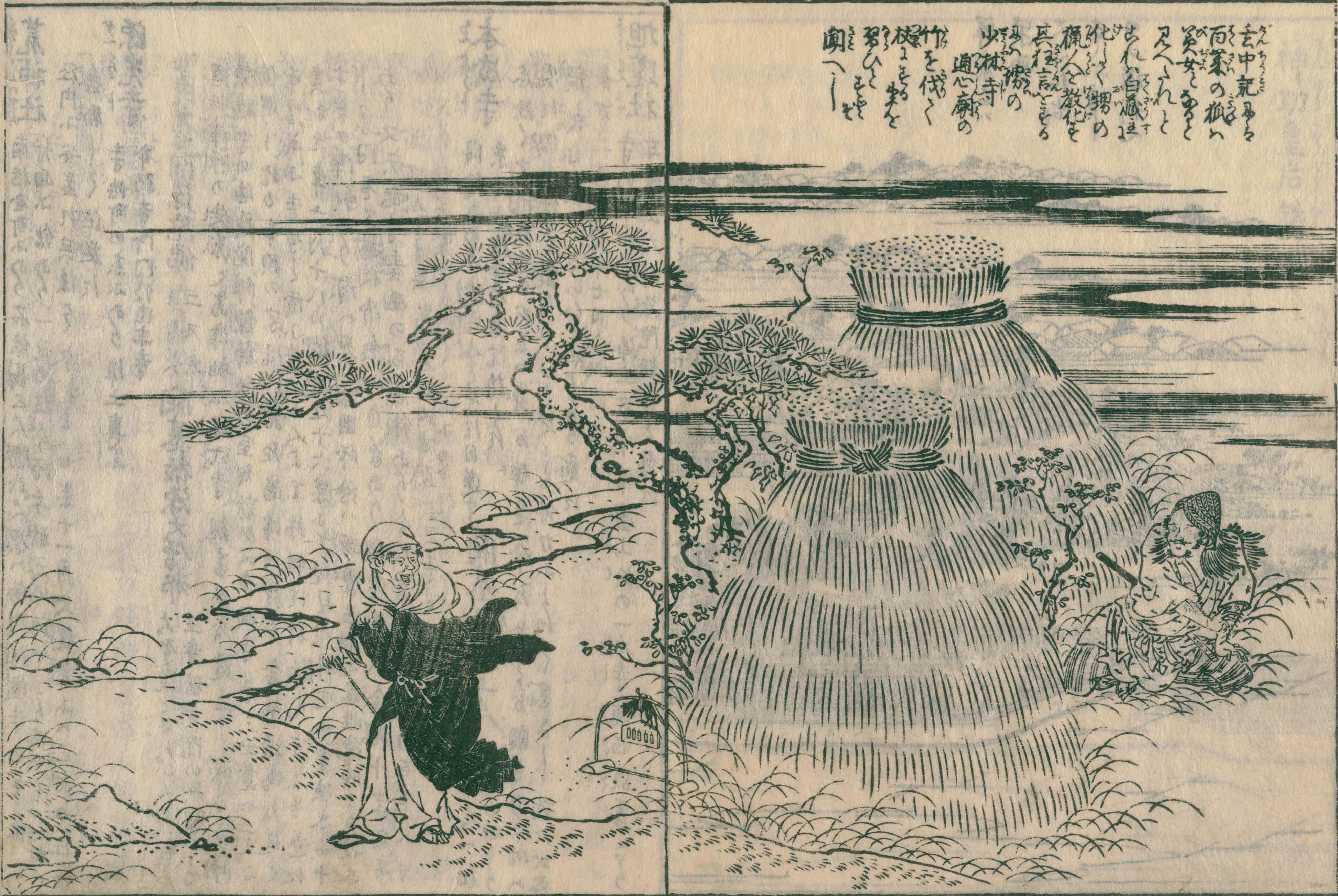
Illustrazione di "Hakuzōsu" dal Izumi meisho zue, illustrato da Takehara Shunchōsai

Esistono diverse versioni della leggenda, tra cui una ambientata nel tempio Shōrin-ji di Sakai, nella provincia di Izumi (ora prefettura di Osaka) e un'altra nel tempio Shoraku-ji nella provincia di Ōmi (ora prefettura di Shiga). I contorni di entrambe sono riportati nel Kyōgen fushin gami (1827).
A causa della data tarda di entrambi i documenti, la nota allegata secondo cui questa versione dello Shōrin-ji ha ispirato l'opera kyōgen, è considerata un'affermazione discutibile. Non ci sono prove scritte a riguardo vicine al XVI secolo, quando si sa già che l'opera Trurigitsune su questa volpe è esistita (attestata nel Tenshō-bon del 1581).
Nella versione adattata di Hyaku monogatari, l'ambientazione si sposta nella provincia di Kai.

### Shōrin-ji

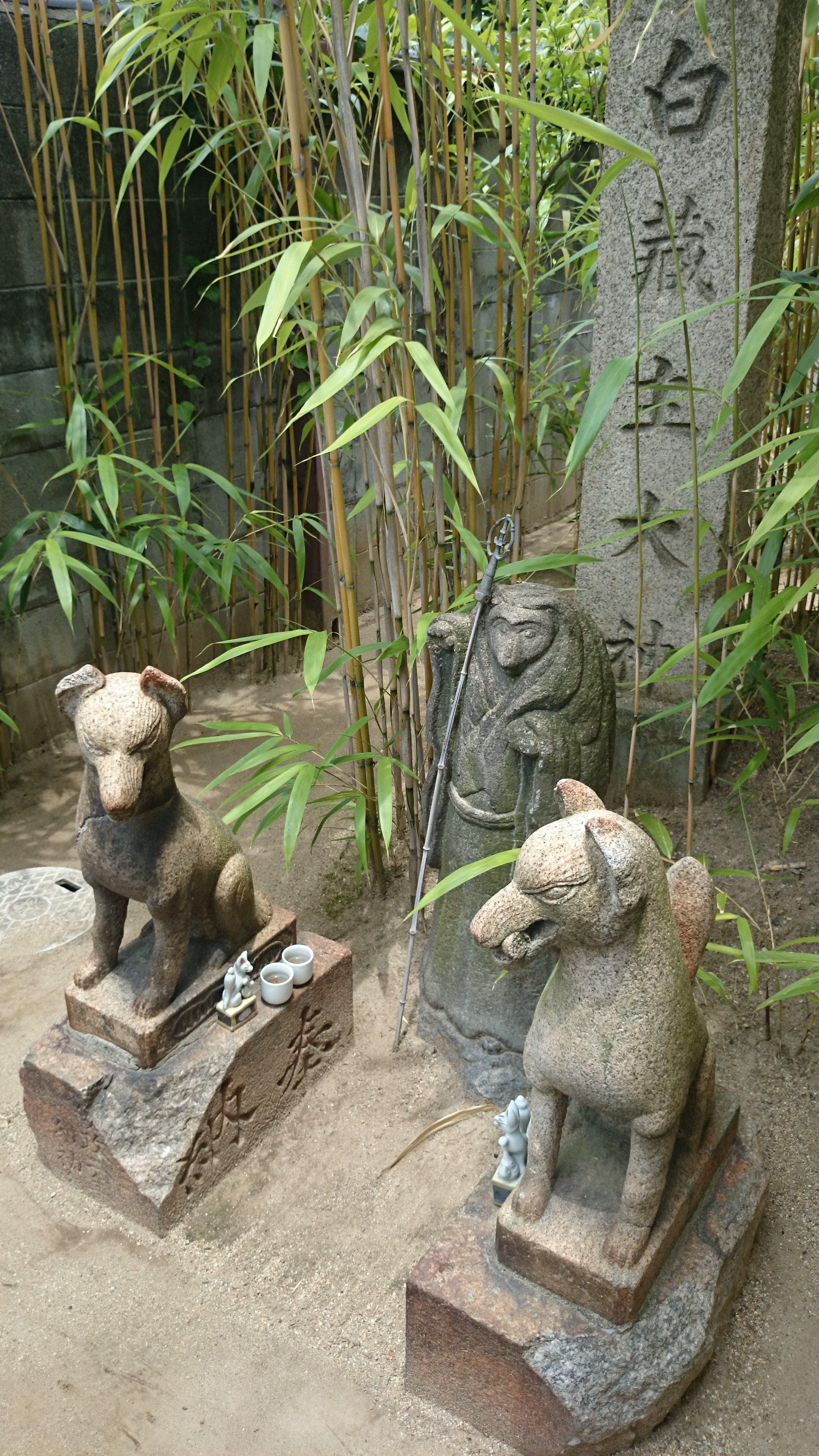
Statua di Hakuzōsu all'interno delle mura del Shorin-ji.

Si dice che lo Shōrin-ji (in quella che oggi è Sakai, Osaka) nella provincia di Izumi sia stato fondato nel 1352, dedicato all'Inari dai-myōjin. Secondo la storia engi del tempio, lo Shōrin-ji aveva annesso un tacchū (tempio secondario) chiamata Kōun-an, dove visse un sacerdote di nome Hakuzōsu durante gli anni 1526-1555 (era Tenbun). Era estremamente povero e non aveva entrate, pregò per sette giorni e sette notti, quando una volpe bianca a tre zampe si lanciò fuori dall'altare e si rannicchiò davanti a lui. Il sacerdote interpretò questo evento come un dono della divinità Inari e si prese cura della volpe, ricevendo da allora numerose elemosine dai devoti. La volpe si trasformò persino in un coraggioso guerriero e tenne lontani i banditi. Uno dei nipoti di Hakuzōsu cacciava volpi per vivere, la volpe bianca usò la sua capacità di mutare forma per impersonare il sacerdote Hakuzō e fece visita al nipote per predicargli le virtù della preservazione della vita, insegnate dalla fede buddista. L'uomo capì subito che era opera della volpe e utilizzò tutte le tecniche di caccia possibili per stanarla.
Tuttavia il Kyōgen fushin gami data la presenza del sacerdote Hakuzōsu a Kōun-an di Shōrin-ji molto prima, durante gli anni dell'era Eitoku dal 1381 in poi. Venerava regolarmente l'Inari dai-myōjin e non dimenticava mai il dovere sacerdotale quotidiano, ricevendo così la visita di una volpe bianca, per il resto corrispondendo al riassunto dell'engi.
Sia l'Engi che il Kyōgen fushin gami affermano anche che l'opera kyōgen Tsurigitsune è stata creata sulla base di questa storia.
Questa versione è ristampata in guide geografiche locali e di viaggio del periodo Edo come la Sakai kagami, il Naniwamaru, il Senshūshi, l'Izumi Meisho Zue, il saggio Wago renjushū e l'enciclopedia Wakan sansai zue.
Nel Sakai kagami (e nel Wago renjushū) si afferma che il sacerdote trovò una volpe selvatica a tre zampe nei boschi e la allevò, e i suoi discendenti continuarono a vivere nel tempio.

### Shoraku-ji
Si dice che lo Shōraku-ji nella provincia di Ōmi sia stato fondato più o meno nello stesso periodo del tempio rivale della leggenda (prima del 1385) come tempio subordinato al Kennin-ji di Kyoto. Questo Shōraku-ji rivendica anche la presenza di Hakuzōsu, che vi risiedeva, e che aveva due nipoti, di nome Kohei e Kojūrō, che erano pescatori.

## Adattamenti
Tsurigitsune
La leggenda di Hakuzōsu divenne un'opera teatrale Kyōgen, Tsurigitsune ('Trappola per volpi'), nota anche con il titolo Konkai ('Il grido della volpe').
In questa storia, un cacciatore riceve la visita dello zio, il sacerdote Hakuzōsu, che gli fa una lezione sui pericoli dell'uccisione delle volpi. Il cacciatore è quasi convinto, ma dopo che il sacerdote se ne va, sente il grido della volpe e si rende conto che non si trattava dello zio, ma di una volpe travestita. La volpe riprende la sua forma naturale e torna alle sue abitudini selvagge, abbocca in una trappola e viene catturata.
Secondo la leggenda, la volpe fu toccata dalla devozione degli attori di kyōgen, si travestì da vecchio per osservare la loro esibizione e insegnò persino agli attori i movimenti della volpe. Prima di eseguire lo Tsurigitsune, gli attori visitavano Shōrin-ji, pregavano per la benedizione della volpe e usavano un palo di bambù del tempio come bastone da passeggio.
Hyaku monogatari
Nella versione del Hyaku monogatari della storia, un cacciatore di nome Yasaku si guadagnava da vivere catturando volpi per la loro pelliccia ai piedi del monte Yume nella provincia di Kai. Una vecchia volpe aveva perso molti figli e, dopo aver saputo che lo zio dell'uomo era il sacerdote Hakuzōsu dell'Hōtōji, assunse l'identità del sacerdote e predicò i mali dell'uccisione degli animali per il suo karma, e portò via tutte le trappole in cambio di una somma di denaro. Ma la volpe vide il cacciatore che si avvicinava al tempio e, temendo che il suo inganno fosse scoperto, uccise il sacerdote, assumendone definitivamente l'identità, e continuò a vivere come sacerdote per altri 50 anni, fino a quando non fu sbranata dal cane di un certo Satō Tarō in occasione di una festa del villaggio.
Ehon yakku monogatari

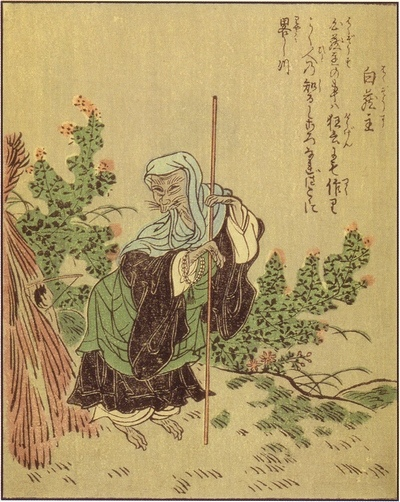
Illustrazione di Hakuzōsu nell'Ehon hyakku monogatari.

La storia è narrata a Kai (attuale prefettura di Yamanashi).
Molto tempo fa viveva un cacciatore di pellicce di nome Yasaku (弥作?), che si guadagnava da vivere catturando volpi per vendere le loro pelli al mercato. Nella zona circostante, Yasaku aveva uno zio di nome Hakuzōsu, monaco nel tempio Hōtō-ji.
Su una montagna chiamata Yumeyama (夢山?), vicino la casa di Yasaku, viveva una vecchia volpe (byakko) bianca, testimone della devastazione causata da Yasaku, vide la sua famiglia e i suoi amici cadere uno a uno nelle trappole del cacciatore, finché non divenne l'ultimo sopravvissuto. Consumata dal dolore e dalla rabbia, la volpe decise di vendicarsi e dare una lezione al cacciatore.
La volpe, astuta e maestra delle metamorfosi, assunse l'aspetto dello zio Hakuzōsu, rimproverò severamente il cacciatore per le sue azioni, invocando i principi buddisti che condannavano l'omicidio di esseri viventi come un grave peccato. Le raccontò la storia di Tamamo no Mae, una volpe i cui peccati l'avevano portata a essere trasformata in una roccia maledetta, per ricordarle le tragiche conseguenze delle sue azioni.
Offrì quindi a Yasaku un accordo, in cambio di tutte le sue trappole, gli diede una borsa piena d'oro e gli fece promettere di rinunciare alla caccia alla volpe. Yasaku accettò e la volpe, soddisfatta, tornò nella foresta.
Ma l'oro donato dalla volpe non durò a lungo. Yasaku, ormai rovinato, decise di recarsi al tempio dello zio per chiedere altri soldi. La volpe, però, arrivò al tempio prima di lui, lì attirò il vero Hakuzōsu fuori dalla sicurezza del santuario, lo uccise e usurpò nuovamente la sua identità. Quando Yasaku arrivò, la volpe travestita da monaco lo scacciò via con fermezza, rifiutandosi di dargli qualsiasi cosa. Deluso, Yasaku se ne andò a mani vuote. La volpe continuò a vivere nel tempio sotto le spoglie di Hakuzōsu e per cinquant'anni svolse devotamente le funzioni di monaco superiore, eseguendo rituali religiosi e guadagnandosi il rispetto degli abitanti del villaggio, che non sospettarono mai la sua vera natura al punto da dimenticare lui stesso la sua vera identità.
Un giorno, durante una battuta di caccia al cervo, Hakuzōsu stava osservando la scena insieme ad altri, quando un cane, rendendosi conto della sua vera identità di volpe, lo attaccò a morte. Quando i cani furono richiamati, gli abitanti del villaggio scoprirono il corpo di una vecchia volpe dal mantello argentato, che rivelava il segreto custodito per tanti anni.
Temendo che lo spirito della volpe potesse tornare a perseguitarli o maledirli, gli abitanti decisero di offrirgli una degna sepoltura. Seppellirono il suo corpo all'ombra di una montagna vicina ed eressero un santuario in suo onore, che chiamarono Kitsune no Mori (狐の杜?, "Il bosco della volpe"). Da allora, quando una volpe si trasforma in un monaco, o viceversa, quando un monaco si comporta come una volpe, si dice che venga chiamato "Hakuzōsu".
Il monte Yumeyama, menzionato nell'Ehon hyaku monogatari, è conosciuto in tempi moderni come monte Atago (愛宕山?, Atago-yama), situato nell'attuale città di Kōfu, nel distretto di Kokufuchō. Questa montagna faceva parte delle terre di Daisenji, un tempio dove si trova il santuario Yumeyama Inari (夢山稲荷社?). Tuttavia, l'attuale monaco anziano del tempio Ōsen-ji afferma di non conoscere alcuna storia in cui una volpe si sia trasformata in un monaco, come menzionato nell'Ehon hyaku monogatari.